# Вохин, Пётр Васильевич
Пётр Васильевич Вохин (1794—1869) — генерал-лейтенант русской императорской армии, участник Наполеоновских войн и Среднеазиатских походов.

## Биография
Родился в 1794 году (по другим данным — в 1791 или 1792 году), происходил из старинного дворянского рода Вохиных.
Получил домашнее образование. В военную службу вступил 8 ноября 1813 года юнкером в лейб-гвардии Артиллерийскую бригаду, 2 октября 1814 года произведён в прапорщики и переведён в 7-ю артиллерийскую бригаду. С этой бригадой он принял участие в завершающих делах кампании 1814 года против Наполеона, а в 1815 году совершил новый поход во Францию, где был при смотре союзных войск в Вертю.
В 1818 году вновь был переведён в гвардию: 19 июля назначен в 1-ю артиллерийскую бригаду; с 6 декабря 1819 года числился в списках лейб-гвардии 2-й артиллерийской бригады.
30 апреля 1820 года по Высочайшему приказу был назначен адъютантом к командиру отдельного Сибирского корпуса генерал-лейтенанту Капцевичу, где занимался рекрутскими наборами для гвардейских полков. С 18 ноября 1822 года под командой полковника Броневского находился в походе в Киргизскую степь для наказания разбойников и за отличие 31 января 1822 года переведён в лейб-гвардии Уланский полк, с переименованием в корнеты и с оставлением в прежней должности.
Находясь в Сибири Вохин последовательно получил чины поручика (14 июля 1822 года) и штабс-ротмистра, с оставлением при прежней должности (8 ноября 1826 года). Кроме того, 10 июня 1823 года он за отличие в степных походах был награждён орденом св. Анны 3-й степени.
5 ноября 1827 года по Высочайшему приказу назначен адъютантом к товарищу начальника штаба Его Величества генерал-адютанту графу Чернышёву. 6 декабря 1830 года произведён в ротмистры и 6 декабря 1835 года — в полковники. Приказом по Отдельному Гвардейскому корпусу от 9 апреля 1836 года Вохин был отчислен из лейб-гвардии Уланского полка состоять по армейской кавалерии с оставлением в должности чиновника для особых поручений при военном министре.
10 октября 1843 году Вохин был произведён в генерал-майоры и назначен вице-директором Провиантского департамента Военного министерства. 17 декабря 1844 года награждён орденом Святого Георгия 4-й степени (за беспорочную выслугу 25 лет в офицерских чинах, № 7149 по кавалерскому списку Григоровича — Степанова).
В 1847—1851 году он был инспектором военных госпиталей, затем состоял по Военному министерству и в день коронации Императора Александра II 26 августа 1856 года получил чин генерал-лейтенанта. С 1861 года Вохин был заседающим с правом голоса в Генерал-аудиториате, а после проведения военно-судебной реформы и образования вместо Генерал-аудиториата Главного военного суда в 1867 году был зачислен в запасные войска по армейской кавалерии и состоял в них до конца жизни.
Скончался П. В. Вохин 24 января (5 февраля) 1869 года. В Новодевичьем монастыре в Санкт-Петербурге были похоронены его супруга Надежда Сергеевна (ум. 22 августа 1883) и дочери Александра Петровна (ум. 16 февраля 1903 63-х лет), Елена Петровна (ум. 19 июля 1878) и Мария Петровна (ум. 21 января 1907 66-ти лет).
Его старший брат Николай с отличием участвовал в Отечественной войне 1812 года, впоследствии был генерал-майором и действительным статским советником.

## Награды
За свою службу П. В. Вохин был награждён многими орденами, в их числе:
- Орден Святой Анны 3-й степени (1823 год)
- Орден Святой Анны 2-й степени (1831 год; Императорская корона к этому ордену пожалована в 1832 году)
- Орден Святого Станислава 2-й степени (1832 год)
- Орден Святого Владимира 3-й степени (1839 год)
- Орден Святого Георгия 4-й степени (1844 год)
- Орден Святого Станислава 1-й степени (1847 год)
- Орден Святой Анны 1-й степени (1853 год)
- Персидский орден Льва и Солнца (1856 год)
- Орден Святого Владимира 2-й степени с мечами (1861 год)
- Орден Белого орла (1864 год)